# Nancy van Overveldt
Nancy van Overveldt, nacida como Nancy Wilhelmina Scheffer (La Haya, 2 de febrero de 1930 - Lelystad, 7 de junio de 2015) fue una pintora neerlandesa-mexicana. Van Overveldt trabajó con Mathías Goeritz, Pedro Friedeberg y Angela Gurría, entre otros modernistas solitarios de la Generación de la Ruptura.

## Biografía

### Juventud y formación
Nancy Wilhelmina Scheffer nació en La Haya el 2 de febrero de 1930 como hija de Henri Eduard Scheffer, jurista, y Jacoba Maria van Overveldt. Desde joven se notó su talento artístico. En 1947 ganó un premio en un concurso nacional de dibujo y en 1948 fue aceptada en la Academia Real de Artes Plásticas de La Haya. En 1950 se trasladó a París para estudiar en la academia de André Lhote.

### México

#### Vida privada
En el tren entre La Haya y París, Van Overveldt conoció a su futuro esposo, Reinhardt Ruge, un mexicano de ascendencia alemana. Se casaron, se mudaron a México y tuvieron una hija, Tiahoga Ruge. Van Overveldt obtuvo la nacionalidad Mexicana. Tras separarse de Ruge, Marcelo Javelly, esposo de Angela Gurría, le presentó a Valentín Saldaña con quien se casó y tuvo una hija, Alejandra Saldaña.

#### Carrera artística
En México Nancy escogió el apellido de su madre e inició su carrera artística como Nancy van Overveldt. Expuso en varias ocasiones en la Galería Antonio Souza, lugar de encuentro para artistas de la Generación de la Ruptura. Allí conoció a Mathías Goeritz con quien trabajó como asistente durante diez años. Van Overveldt fue miembro del Salón de la Plástica Mexicana.
El 7 de enero de 1966 se inauguró la exposición individual de Van Overveldt en el salón internacional del Museo del Palacio de Bellas Artes. 

### Países Bajos
En 1974 Van Overveldt enviudó y en 1976 regresó a los Países Bajos. Se instaló en Wassenaar primero y en Lelystad después para continuar su carrera artística. Fue miembro del Kunstkring Wassenaar y de la Asociación de Artistas de Flevoland.

## Obra
A lo largo de 72 años de carrera artística, Van Overveldt realizó más de 4,000 dibujos y pinturas.
Al principio de su estancia en México, utilizó un estilo expresionista para mostrar la pasión en los paisajes y personajes, utilizando colores brillantes. En el transcurso del tiempo disminuye lo figurativo para dar espacio a un arte más abstracto de composiciones rítmicas. El retorno a los Países Bajos influye en su paleta de colores y vuelve su arte más profundo y estructurado.
Van Overveldt fue un retratista reconocida.

## Exposiciones

### Individuales
- Galería Antonio Souza, Ciudad de México, 1953, 1954, 1956, 1958, 1961
- Gallery Roland de Ainille, Nueva York, 1960
- Museo del Palacio de Bellas Artes, Ciudad de México, enero de 1966
- Kunstzaal Heuft, Wassenaar, enero de 1967
- Salón de la Plástica Mexicana, Ciudad de México, 1976 y 2008
- Salón de Exposiciones, Schiphol, marzo de 1977
- De Lawei, Drachten, mayo de 1977
- Galería Ivnaser, La Haya, mayo de 1979
- Galería Edison, La Haya, marzo de 1984
- Galería Cheiron, Utrecht, abril de 1987
- Galería del Edificio Calakmul, octubre de 1999
- October Gallery, Londres, 2005
- Shortgolf, Swifterbant, junio-agosto 2009

### Colectivas
- Instituto Goethe, Ciudad de México, 1974. Con Mathías Goeritz, Pedro Friedeberg, Diego Matthai y Naomi Siegmann
- Centro Cultural Corrosia, Almere, 2004
- Embajada de México en los Países Bajos, La Haya, 2019.[8]

### Retrospectivas
- Salón de la Plástica Mexicana, Ciudad de México, 2015. Homenaje a Nancy van Overveldt
- Provinciehuis Flevoland, Lelystad, 2016. Eerbetoon a Nancy van Overveldt
- Pulchri Studio, La Haya, 2020
- Museo Morelense de Arte Contemporáneo Juan Soriano, Cuernavaca, 2021. Nancy van Overveldt: 70 años de creación artística[5]
- Salón de la Plástica Mexicana, Ciudad de México, 2022.[9]
- Complejo Cultural Universitario de la Benemérita Universidad Autónoma de Puebla, 2023. Una holandesa enamorada de México.[10]